# مدرسة القاهرة الجديدة البريطانية الدولية
مدرسة القاهرة الجديدة البريطانية الدولية (بالإنجليزية: New Cairo British International School)‏، تأسست في عام 1978 من قبل مجموعة من الآباء، معظمهم على صلة بـ منظمة الصحة العالمية

## العمل
تعمل المدرسة منذ ذلك الوقت "كمنظمة غير هادفة للربح" تحت رعاية جمعية هليوبوليس للرعاية الثقافية والاجتماعية للأجانب الناطقين باللغة الإنجليزية، وتتم إدارتها من خلال مجلس إدارة " منتخب من بين المجتمع الأم.
تستمر المدرسة في العمل كمؤسسة دولية تقدم منهجًا دراسيًا على الطراز البريطاني.

## معلومات عن المدرسة
يوجد بالمدرسة قسم للغه الهولندية، للمرحلة الابتدائية ويتم تدريس اللغة الهولندية والانجليزية، ويتم قبول الطالب الأجنبي أو صاحب الجنسية المزدوجة فقط يمكن الدفع بالجنيه الاسترليني أو الجنيه المصري.